# Neuillé-le-Lierre
Neuillé-le-Lierre är en kommun i departementet Indre-et-Loire i regionen Centre-Val de Loire i de centrala delarna av Frankrike. Kommunen ligger i kantonen Vouvray som tillhör arrondissementet Tours. År 2022 hade Neuillé-le-Lierre 763 invånare.

## Befolkningsutveckling
Antalet invånare i kommunen Neuillé-le-Lierre
Referens:INSEE